# Jimei, Jimei
Jimei (kinesiska: 集美) är ett stadsdelsdistrikt i sydöstra Kina. Det ligger i stadsdistriktet Jimei i staden Xiamen i provinsen Fujian, omkring 210 kilometer sydväst om provinshuvudstaden Fuzhou. Antalet invånare är 61071. Befolkningen består av 28 533 kvinnor och 32 538 män. Barn under 15 år utgör 7,0 %, vuxna 15-64 år 88 %, och äldre över 65 år 3,0 %.